# Rhododendron hodgsonii
Rhododendron hodgsonii är en ljungväxtart som beskrevs av Joseph Dalton Hooker. Rhododendron hodgsonii ingår i släktet rododendron, och familjen ljungväxter. Inga underarter finns listade i Catalogue of Life.